# シクロチド
シクロチド (Cyclotides) は、植物に含まれる環状ペプチドの一群である。28-37アミノ酸からなり、C末端とN末端が結合して環状となっていることが特徴である。また、分子内に3つのジスルフィド結合を持つ。これらの特徴はまとめて環状シスチンノット (CCK) モチーフと呼ばれる（図1）。現在までに100種を超えるシクロチドが単離されており、特にアカネ科・スミレ科・ウリ科に特徴的である。近年ではマメ科からも発見されている。

## 発見

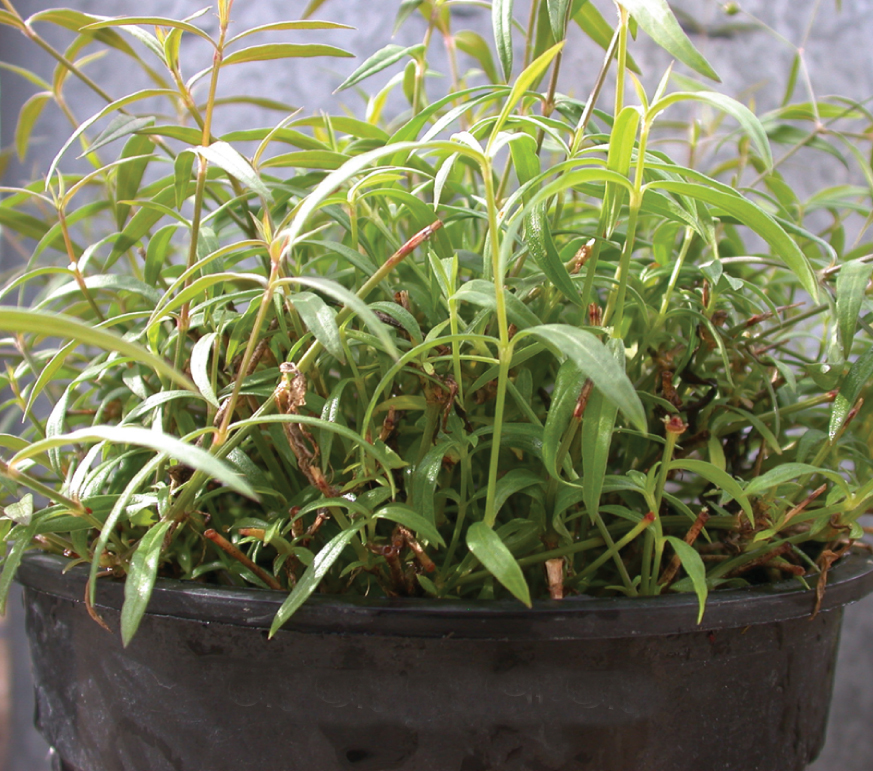

1960年代のコンゴ共和国への赤十字派遣において、ノルウェーの医師 Lorents Gran が、現地で陣痛促進剤としてアカネ科の Oldenlandia affinis から抽出した茶が用いられていることを報告した。この茶の現地名 kalata-kalata に由来して、この活性成分にはカラタB1という名が付けられた。ラットを用いたin vivo研究によって、このペプチドの子宮収縮作用は確認されたが、その後20年間、このペプチドが環状シスチンノット構造を持つことは明らかにならなかった。

## 構造

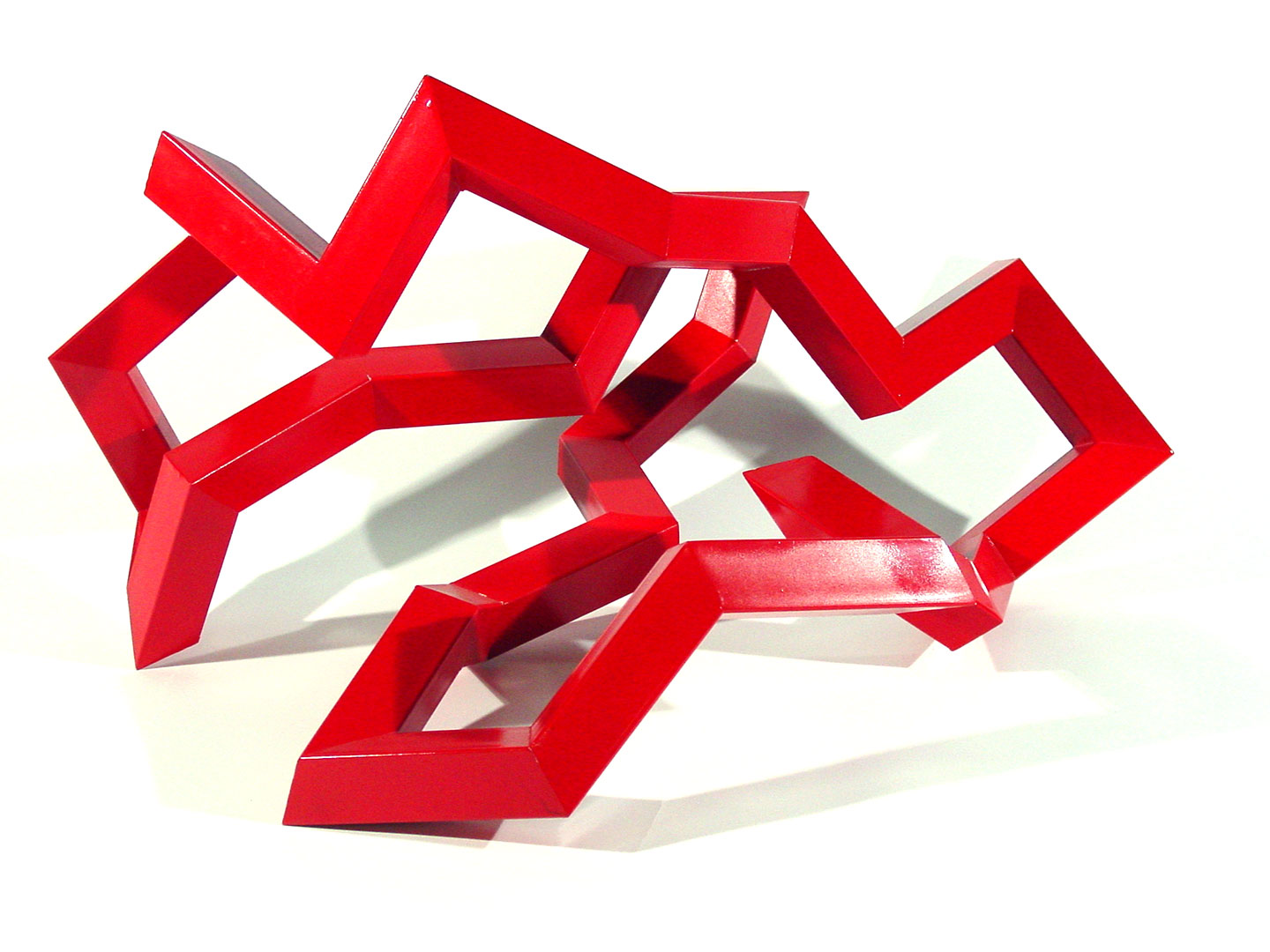
Julian Voss-Andreaeによる模型。

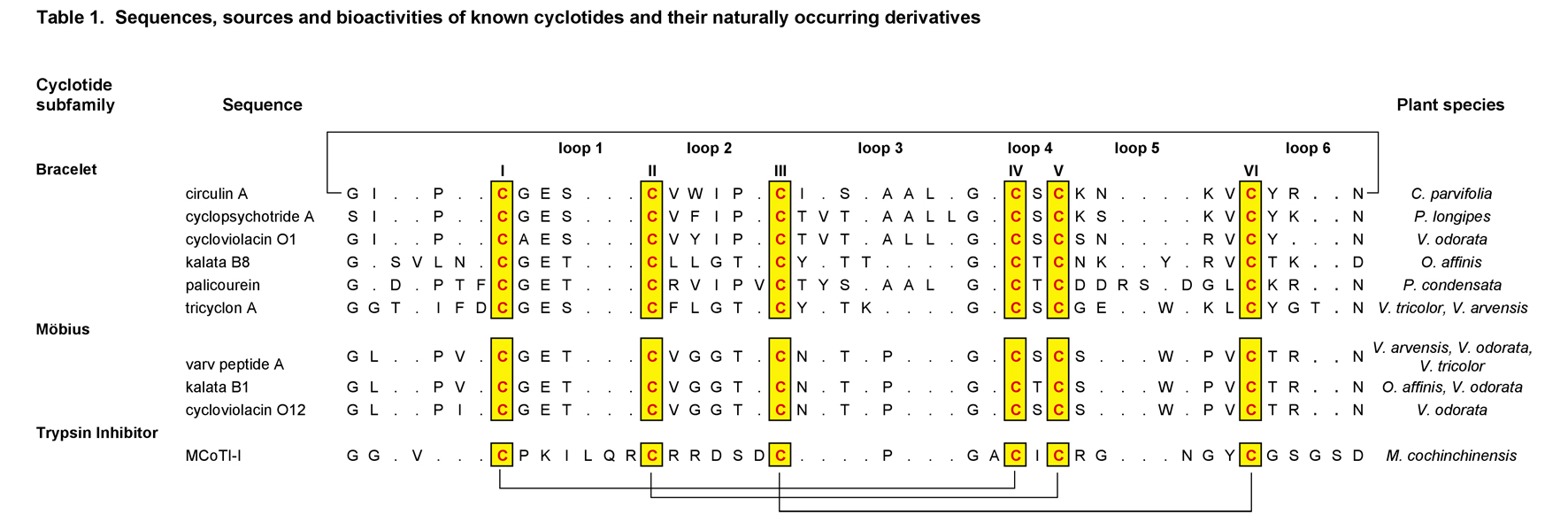
表1, 代表的なシクロチドのアミノ酸配列

環状であり、3つものジスルフィド結合を持つことから、その三次構造は非常に安定である。表1に、幾つかのシクロチドのアミノ酸配列を示す。
シクロチドは次の3つの亜群に分けられる。
1. Bracelet cyclotides - 最も一般的な亜群。
2. Moebius cyclotides - Loop 5の部分に cis-プロリンを含む。これにより鎖が180°捩れ、メビウスの輪のような構造となっている。
3. Trypsin inhibitors - knottins として知られる非環状トリプシンインヒビターに類似した配列を持つ[8]。

すべてのシクロチドは6個のシステイン残基を持つため、これを起点としてアミノ酸配列を6つに切り分けることができる。これらは Loop 1-6 と表現される。また、配列にはシステインの存在以外にもいくつかの共通点がある  。
Loop 1は最もよく保存されている部分であり、Bracelet・Moebius 両亜群共にグリシン/アラニン、グルタミン酸、セリン/トレオニンの順に残基が並ぶ。Loop 1はLoop 3・Loop 5と水素結合を作ることで、構造の安定化に重要な役割を果たしている。
Loop 2-6 にもいくつかの高度に保存された残基がある。
- Loop 3 - 最後にグリシン残基を持つ
- Loop 4 - ただ1つの残基からなり、側鎖-側鎖間水素結合に関与する
- Loop 5 - 最後から1つ手前には、bracelet 亜群では塩基性アミノ酸、Moebius 亜群ではプロリン残基がある。
- Loop 6 - アスパラギン/アスパラギン酸・グリシンが高度に保存されており、環化が起こる点である[10][11][12]。環状ペプチドの場合、遺伝子配列を調べることで環化が起こる点を突き止めることができる[10]。

また、主鎖・側鎖の配置もよく保存されている。
シクロチドは1000種以上存在すると見られており、その配列は、他の環状ペプチドと併せて CyBase で見ることができる。

## 生合成

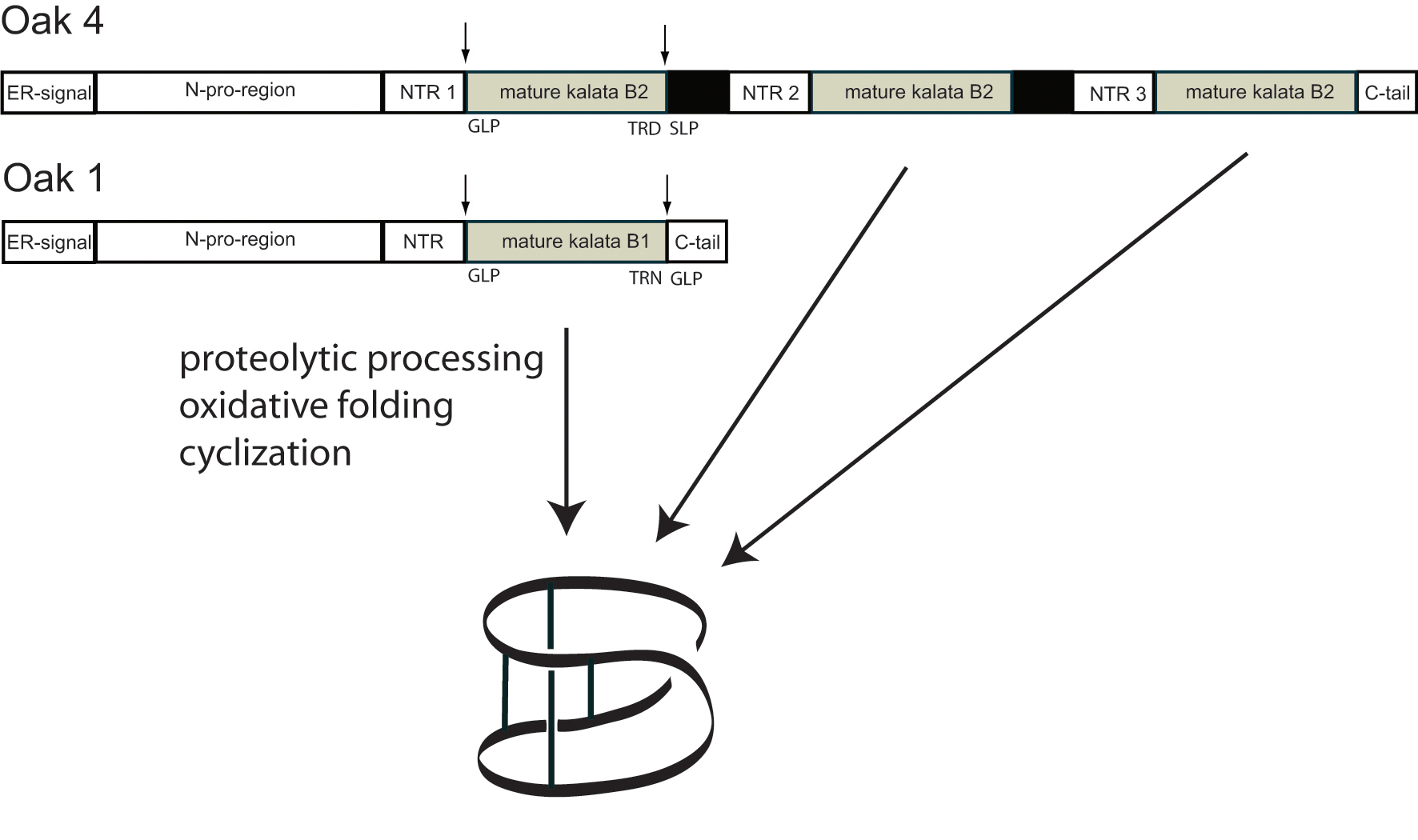
図2, Oak1・Oak4からの生合成機構。

植物の環状ペプチドの多くは非リボソームペプチド合成経路で作られるが、シクロチドは遺伝子にコードされた前駆体タンパクがプロセシングを受けることで合成される。最初に発見された前駆体タンパクは Oak1 (Oldenlandia affinis kalata clone number 1) で、カラタB1の前駆体である。図2はその配列を示している。N末端から、小胞体シグナル配列・pro-region（配列相同性低）・N末端リピート (NTR)（配列相同性高）・シクロチド本体・疎水性のC末端の順に並んでいる。Oak1には1つのシクロチド配列しか含まれないが、Oak2・Oak4には、追加のNTR配列に続く複数のシクロチド配列が含まれている。Oak4の配列からは全て同種のシクロチドが作られるが、Oak2からはカラタB3・B6の2種が作られる。

## 生理活性

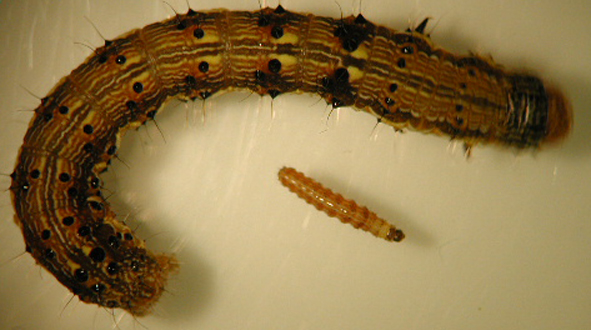
図3, カラタB1による成長阻害実験

抗微生物・抗HIV・抗癌・殺虫・フジツボ着生阻害・溶血・ニューロテンシン拮抗・トリプシン阻害・子宮収縮など多様な生理活性が報告されている。特に子宮収縮作用は、最初のシクロチドであるカラタB1が発見されるきっかけとなった。
シクロチドは植物の防御物質であると考えられ、殺虫作用・抗微生物作用が本来の役割だと推測されている。1種の植物から様々な配列を持つ十数種のシクロチドが見つかることもあり、これによって様々な病原体に対応することができると考えられる。
タバコガの一種 Helicoverpa punctigera の幼虫において、シクロチドを投与する実験が行われている。0.8 μmol/g のカラタB1を含む餌を投与した群は、対照群と比べて6日後の生存率には変化がなかったが、16日後には50%の個体しか生き残らなかった。これは、投与群は1齢幼虫から成長できなかったためである。図3がその結果であり、対照群が5齢幼虫となり平均284 mgであるのに対し、投与群の体重は3.3 mgしかない。

## 応用
近年研究は活発化しており、高収率の化学的合成法や、CCK モチーフを維持したままアミノ酸を置換する研究などが進められている。ラットでの実験から、シスチンノットを持つ薬剤はインスリン・バシトラシンのような非シスチンノット薬剤よりも、腸管の粘液層への浸透性がよいことが示された。また、シスチンノットを分解できるプロテアーゼは限られているが、これは適切な切断部位を組み込むことで解消できると考えられ、薬物輸送システムへの応用が可能となる。殺虫・抗微生物作用を農業方面で応用することも考えられている。